# Joel Cook

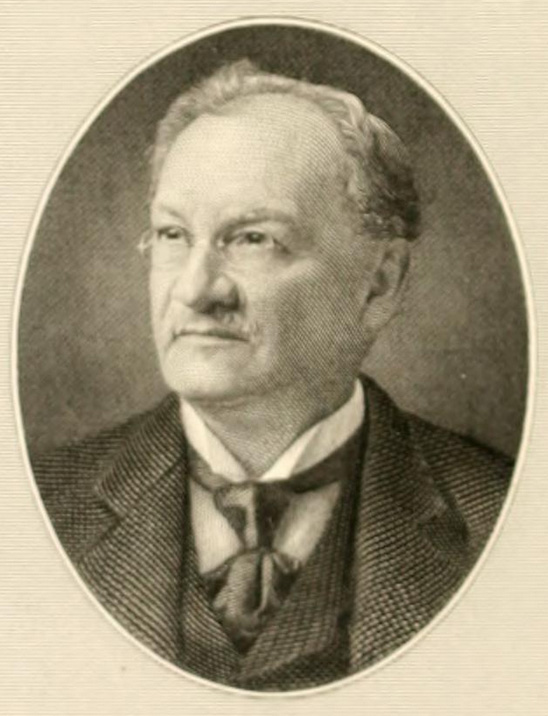
Joel Cook

Joel Cook (* 20. März 1842 in Philadelphia, Pennsylvania; † 15. Dezember 1910 ebenda) war ein US-amerikanischer Politiker. Zwischen 1907 und 1910 vertrat er den Bundesstaat Pennsylvania im US-Repräsentantenhaus.

## Leben
Joel Cook besuchte die öffentlichen Schulen seiner Heimat und danach bis 1859 die Central High School in Philadelphia. Nach einem anschließenden Jurastudium an der University of Pennsylvania und seiner 1863 erfolgten Zulassung als Rechtsanwalt begann er in diesem Beruf zu arbeiten. Während des Bürgerkrieges war er Zeitungskorrespondent bei der Army of the Potomac, die zum Heer der Union gehörte. Zwischen 1865 und 1907 war er Zeitungsverleger in Philadelphia. Dabei war er in verschiedenen Redaktionen der Zeitung Philadelphia Public Ledger tätig. Von 1891 bis 1907 fungierte er auch als Vorstandsmitglied der Hafenverwaltung von Philadelphia. Außerdem war er Mitglied verschiedener anderer Vereinigungen. Politisch schloss er sich der Republikanischen Partei an.
Nach dem Rücktritt des Abgeordneten John E. Reyburn wurde Cook bei der fälligen Nachwahl für den zweiten Sitz von Pennsylvania als dessen Nachfolger in das US-Repräsentantenhaus in Washington, D.C. gewählt, wo er am 5. November 1907 sein neues Mandat antrat. Nach einer Wiederwahl konnte er bis zu seinem Tod am 15. Dezember 1910 im Kongress verbleiben.
Seit 1895 war er gewähltes Mitglied der American Philosophical Society.